# Черчилль, Сара, герцогиня Мальборо
Са́ра Че́рчилль, герцоги́ня Ма́льборо (англ. Sarah Churchill, Duchess of Marlborough; 5 июня 1660 — 18 октября 1744) — одна из самых влиятельных женщин своей эпохи, фаворитка королевы Анны. Близкие отношения и влияние Сары на принцессу Анну были широко известны, поэтому многие обращались к герцогине за помощью в некоторых вопросах, которые могла разрешить принцесса. Когда Анна стала королевой, знание политической обстановки в стране и дружба с монархом позволили Саре стать могущественным другом и опасным врагом.

## Происхождение и ранние годы
Сара родилась 5 июня 1660 года в Холиуэлл-хаус, Сент-Олбанс, Хартфордшир, в семье английского политика Ричарда Дженнингса и его жены Фрэнсис Торнхёрс, единоутробной сестры натуралиста Мартина Листера; помимо Сары в семье было ещё две дочери — Фрэнсис и Барбара (обе они были старше Сары) и, по меньшей мере, один сын — Ральф. Отец Сары происходил из многодетной (не менее 22 детей) семьи политика из Сент-Олбанса Джона Дженнингса и его жены Элис Спенсер из Оффли; мать Сары была дочерью сэра Гиффорда Торнхёрста, 1-го баронета, и Сюзанны Темпл. Сара была крещена 17 июня 1660 года в аббатстве Сент-Олбанса.
Отец Сары, Ричард Дженнингс, сблизился с герцогом Йоркским, братом короля Карла II, в 1663 году во время переговоров о передаче ему кентского поместья Эгни, принадлежавшего тёще Ричарда Сьюзан Листер. Год спустя сестра Сары Фрэнсис была назначена фрейлиной супруги герцога Анны Хайд, умершей 1671 году. Хотя Фрэнсис была вынуждена покинуть пост из-за брака с католиком, герцог Йоркский не забыл о семье Дженнингс, и в 1673 году уже сама Сара получила должность фрейлины при второй жене герцога Марии Моденской. Сара была не так красива как сестра, но вполне привлекательна: у неё были рыжевато-золотистые волосы, голубые глаза и фигура, развитая не по годам; она также отличалась развитым умом, острым языком и непредсказуемым нравом.
При дворе герцогини Йоркской в 1675 году Сара сблизилась с младшей дочерью герцога от первого брака — леди Анной, которая была младше её на пять лет. Здесь же, в конце 1675 года, пятнадцатилетняя Сара встретила офицера Джона Черчилля, который был старше её на десять лет, и чья старшая сестра, Арабелла Черчилль, была любовницей герцога Йоркского и матерью нескольких его детей. Сара влюбилась в Джона и её чувства оказались взаимными. Черчилль, который ранее имел связь с фавориткой короля Карла II Барбарой Вильерс, имел ограниченные финансы и большие долги в имениях. К тому же, Джону отцом уже была выбрана в невесты обеспеченная любовница герцога Йоркского Кэтрин Седли, благодаря которой можно было восстановить богатство семьи. Джон, вероятно, рассчитывал взять Дженнингс в качестве любовницы вместо покинувшей страну Барбары Вильерс, однако сохранившиеся письма Сары к Черчиллю показывают нежелание девушки брать на себя эту роль.

### Брак

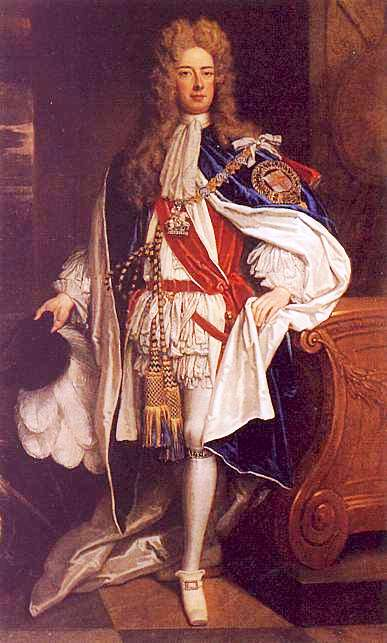
Портрет Джона Черчилля кисти Готфрида Кнеллера, ок. 1705

В 1677 году умер брат Сары Ральф, и сама она стала одной из наследниц поместий Дженнингсов в Хартфордшире и Кенте. В это же время Джон Черчилль принял окончательное решение о своём будущем браке: между Кэтрин Седли и Сарой Дженнингс он выбрал последнюю, однако и Дженнингсы, и Черчилли оказались против союза Сары и Джона. Тем не менее зимой 1677—1678 года они заключили брак тайно. Джон и Сара были протестантами при преимущественно католическом дворе; это обстоятельство могло повлиять на их политические пристрастия. Точная дата заключения брака нигде не упоминается; кроме того, о свадьбе было сообщено только герцогине Йоркской и узкому кругу друзей, что позволило Саре сохранить свою должность при дворе и продолжить общение с леди Анной, которая после замужества старшей сестры продолжала жить под одной крышей с отцом и мачехой.
О браке было объявлено публично 1 октября 1678 года, когда Сара была беременна и собиралась покинуть двор на время родов. Первенец супругов, дочь Гарриет, появилась на свет в октябре 1678 года, однако умерла вскоре после рождения. Когда герцог Йоркский отправился в добровольное изгнание в Шотландию в результате ажиотажа вокруг Папистского заговора, Черчилли сопровождали его. В Шотландии в 1681 году Сару навестила леди Анна, приехавшая в гости к отцу. Герцог Йоркский вернулся в Англию после того, как ослабла религиозная напряжённость. В награду за лояльность к его брату король Карл II даровал Джону 19 ноября 1683 года шотландский титул барона Черчилля из Аймута, благодаря чему Сара стала именоваться леди Черчилль. По возвращении леди Черчилль была назначена дамой опочивальни леди Анны, которая вышла замуж за Георга Датского в 1683 году.
Став фрейлиной принцессы, Сара весьма сблизилась с ней и регулярно получала дорогие подарки от неё, вгонявшие Анну в долги. Вместе с тем, леди Черчилль оберегала принцессу от необдуманных поступков: так, известен случай, когда в 1682 или 1683 году (ещё до брака Анны) Сара помешала Анне завязать роман с тридцатипятилетним Джоном Шеффилдом, который даже намекал на возможность брака с принцессой; стараниями леди Черчилль Шеффилд был отослан от двора, а также были начаты поиски жениха леди Анне. Позднее в знак крепкой дружбы между ними Анна позволила Саре называть её в письмах не по титулу, а по псевдониму. Как вспоминала Сара Черчилль, «однажды она предложила мне, чтобы мы не отличались друг от друга, называть в письмах друг друга именами, которые сотрут границы происхождения между нами. Она предложила имена Морли и Фримен и позволила мне первой выбирать… Я выбрала имя Фримен, а принцессе досталось другое». Этими же именами (мистер Морли и мистер Фримен) Сара и Анна называли в письмах своих мужей. Прозвища были даны и родне Анны; псевдонимы для королевской семьи не только использовались в личной переписке, но и позднее для интриг леди Черчилль во время Славной революции.

## При Якове II, Марии II и Вильгельме III
В начале правления Яков II, оказавшийся на престоле после смерти брата в 1685 году, был весьма успешен, хотя никто не ожидал, что король-католик сможет утвердить правление в протестантской, антикатолической стране. Кроме того, его дочь и наследница Мария, по настоянию короля Карла II, вместе с сестрой Анной воспитывалась в протестантизме. Тем не менее, когда Яков попытался реформировать национальную религию, народное недовольство против него и его правительства стало быстро распространяться. Апогеем всего стало рождение в семье короля наследника-католика Джеймса Стюарта 10 июня 1688 года. Группа политиков написала обращение к Вильгельму III Оранскому, супругу принцессы Марии, в котором предлагали ему вторгнуться в Англию, сместить Якова II и занять трон.
Всё это время Сара оставалась на службе у принцессы Анны; обе они были протестантками, потому Яков II, сохранявший некоторое влияние, приказал посадить их под домашний арест в покоях Анны в Уайтхолле. В это же время супруг Сары, как и супруг принцессы Анны, ранее сохранявший верность королю, переметнулись к Вильгельму Оранскому. Вскоре после этого Саре и Анне удалось бежать в Ноттингем; позднее она описывала это событие в своих мемуарах: «Принцесса легла в постель как обычно, чтобы избежать подозрений. Вскоре я пришла к ней; и по чёрной лестнице, которая вела от её гардероба, Её Королевское высочество [принцесса Анна], миледи Фитцхардинг [одна из ближайших подруг Сары] и я, с одним слугой, спустились к карете, где нас ждали епископ Лондонский [Генри Комптон] и граф Дорсет. Ту ночь мы провели в доме епископа в городе, а следующий день в доме милорда Дорсета Копт-холле. Затем мы отправились к графу Нортгемптону, а оттуда в Ноттингем… она не считала себя в безопасности, пока не увидела, что её окружают друзья принца Оранского».
Хотя Сара представляла всё так, будто она помогает принцессе бежать ради её безопасности, в действительности, она, скорее всего, спасала собственную жизнь и жизнь мужа: если бы Якову II удалось победить принца Оранского, он мог арестовать и даже казнить лорда и леди Черчилль за измену, тогда как вряд ли он обрёк бы свою дочь на подобную судьбу. Но Яков II бежал во Францию в декабре 1688 года, позволив Вильгельму и Марии занять его трон.

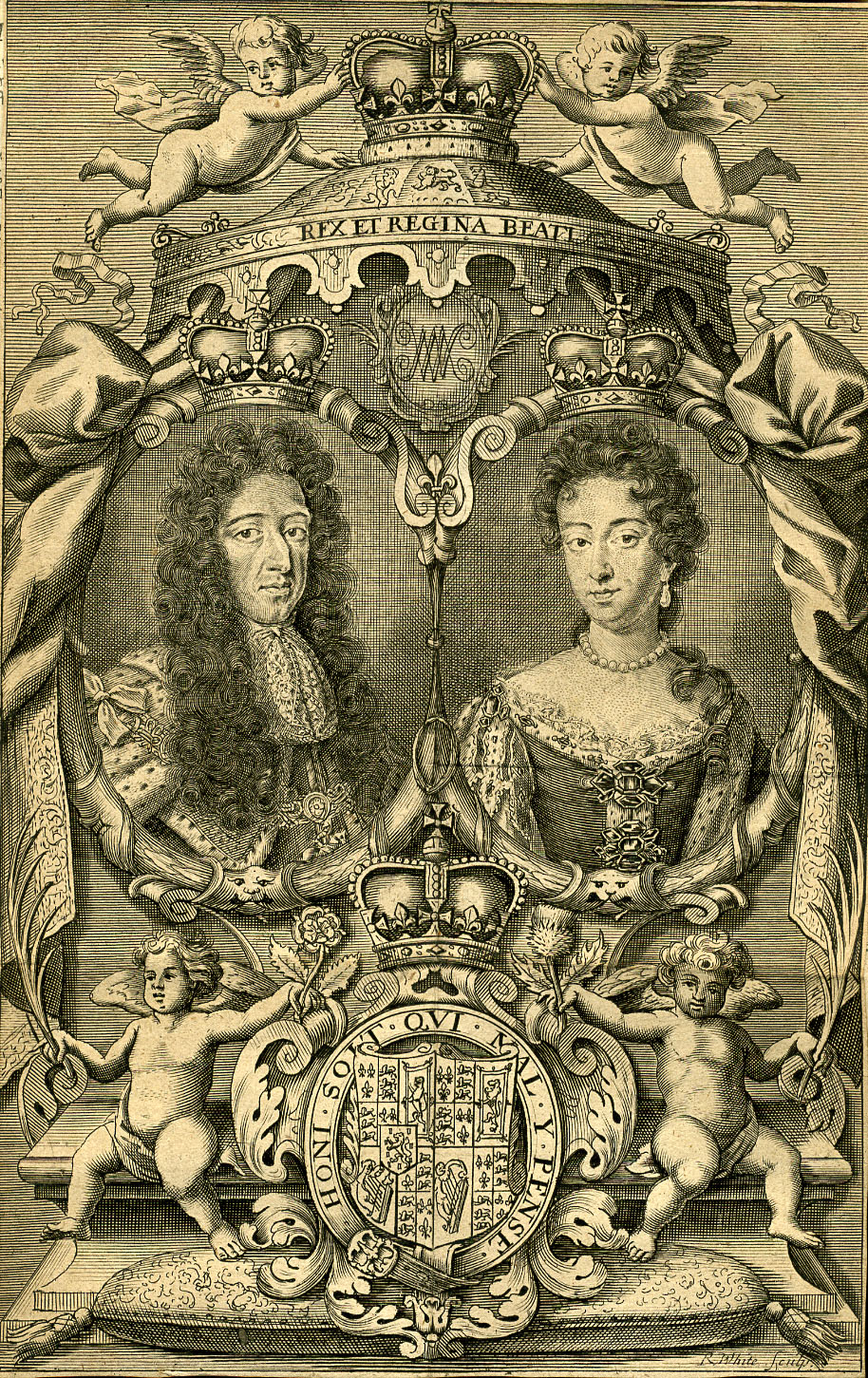
Мария и Вильгельм Оранские

Жизнь Сары во времена правления Вильгельма и Марии была непростой. Хотя новый король и королева в награду за службу даровали супругу Сары титул графа Мальборо, Черчилли имели меньшее влияние, нежели при короле Якове II: граф Мальборо ранее поддерживал теперь изгнанного Якова II; к тому же, ко времени восшествия на престол Марии, её сестра Анна полностью находилась под влиянием Сары Черчилль, которая привлекала на свою сторону крупных членов правительства, чтобы содействовать интересам Анны, о чём было широко известно. Мария II остро отреагировала на действия Сары, потребовав от Анны удалить от двора её конфидантку, лишив всех постов. Однако Анна отказалась, что привело к отдалению сестёр друг от друга.
Существовали и другие проблемы. В 1689 году сторонники Анны (включая Сару, её мужа и герцога Сомерсета) потребовали предоставить ей парламентом аннуитетные выплаты в размере 50 000 фунтов — сумму, которая положит конец её зависимости от Вильгельма и Марии. Именно Сару считали движущей силой этого законопроекта, что ещё более ожесточало придворных против неё. Вильгельм предложил Анне ту же сумму из личной казны, таким образом оставив принцессу зависимой от его щедрости. Анна через Сару отказалась, отметив, что парламентский грант будет более надёжным, чем благотворительность из личной казны. В конечном итоге, Анне удалось добиться гранта от парламента; произошло это, как она чувствовала, усилиями Сары Черчилль.
Успех Сары в качестве лидера оппозиции только усилил неприязнь к Черчиллям королевы Марии. Хотя она не могла уволить Сару со службы Анны, Мария приказала Черчилль покинуть её покои в Уайтхолле. В ответ Анна покинула двор вместе с Сарой и остановилась у своих друзей герцога Сомерсета и его жены в Сайон-хаусе. Анна проигнорировала требование сестры снять Черчилль с поста даже тогда, когда был обнаружен документ, подтверждавший, что граф Мальборо продолжает поддерживать изгнанного короля Якова II и его сторонников. Вероятнее всего эти документы были фальсификацией, созданной Робертом Янгом, учеником другого известного фальсификатора — Титуса Оутса. Супруг Сары был арестован и заключён в Тауэре. Одиночество Сары и её страдания в этот период ещё больше сблизили её с принцессой.
После смерти от оспы королевы Марии в 1694 году Вильгельм, ставший единоличным правителем, восстановил положение Анны, поскольку теперь она была наследницей престола, и предоставил ей апартаменты в Сент-Джеймсском дворце. Он также восстановил графа Мальборо на всех постах и снял с него все прошлые обвинения. Однако, опасаясь мощного влияния Сары Черчилль, Вильгельм не позволял Анне вмешиваться в дела государства и не назначал её регентом в своё отсутствие, хотя теперь она была единственной кандидаткой из королевской семьи, имевшей право претендовать на этот пост.

## При королеве Анне

### Фаворитка королевы

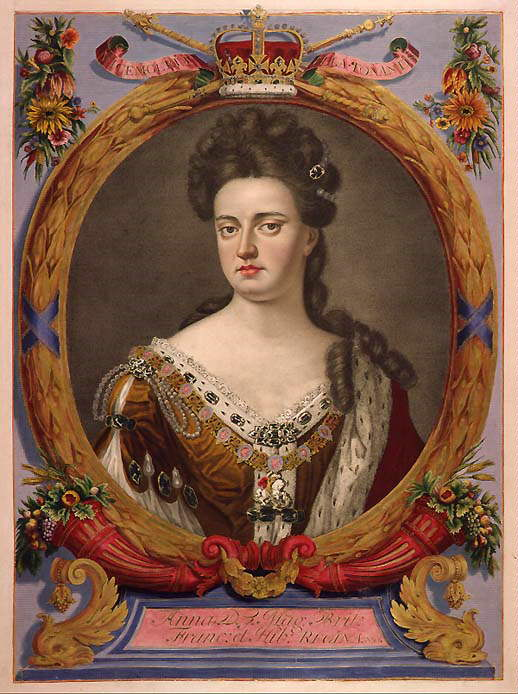
Королева Анна, 1707

В 1702 году умер Вильгельм III Оранский, и Анна стала королевой. Анна сразу же предложила Джону Черчиллю титул герцога Мальборо, однако Сара поначалу отказалась: статус герцога подразумевал большие затраты, в том числе и на дорогие развлечения, поэтому Сара была обеспокоена тем, что её супруг финансово не сможет поддерживать этот титул. Тогда Анна предложила чете Мальборо через парламент назначить супругам пожизненный пенсион в размере 5 тысяч фунтов в год, а также дополнительные 2 тысячи фунтов в год из личных средств королевы. На такие условия Сара была согласна. Сама она одновременно с присвоением титула её мужу заняла несколько ответственных постов, в том числе правительницы гардеробной (высочайший пост при дворе, который могла занимать женщина) и хранителя личной казны королевы. Супруг Сары был посвящён в рыцари ордена Подвязки, а также назначен на пост капитан-генерала армии.
В течение большей части царствования королевы Анны герцог Мальборо пребывал за рубежом, где участвовал в войне за испанское наследство; всё это время Сара оставалась в Англии. Несмотря на то, что она была самой влиятельной женщиной в Англии после королевы, герцогиня появлялась при дворе крайне редко, предпочитая наблюдать за строительством своего нового поместья в Вудстоке (позднее здесь расположился Бленхеймский дворец) — подарка от королевы Анны после победы герцога в битве при Бленхейме. Тем не менее, Анна в письмах к Саре подробно описывала новости о политических событиях, а также спрашивала совет у герцогини по многим вопросам. Сара никогда не льстила королеве, всегда отвечая, что она думает по тому или иному вопросу. Будучи эффективным управленцем, Сара контролировала королеву практически во всём: от её личных финансов и до лиц, допущенных к Анне.
Королева ожидала доброты и сострадания от своей ближайшей подруги, однако Сара с трудом могла проявить эти чувства и чаще подавляла и доминировала над Анной. Одним из первых крупных политических разногласий между королевой и её конфиданткой стало упорное желание Черчилль протолкнуть своего зятя Чарльза Спенсера в Тайный совет. В политическом плане Сара связывала себя с вигами, которые поддержали её мужа во время войны; виги же рассчитывали использовать герцогиню для влияния на королеву. Анна отказалась ввести Спенсера в совет; к тому же, ей не нравились радикальные виги, которых она воспринимала как угрозу её королевской прерогативе. Сара использовала свои близкую дружбу и родство с графом Годольфином, которому Анна очень доверяла, чтобы в конечном итоге обеспечить назначение зятя в совет; при этом, Черчилль и сама продолжала давить на королеву. Всё это привело к тому, что в 1704 году Анна призналась графу Годольфину, что не думает, что когда-либо сможет вновь сблизиться с Сарой.

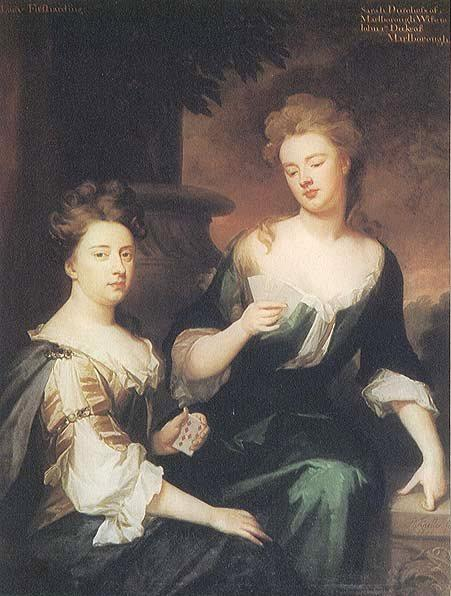
Герцогиня Мальборо (справа) играет в карты со своей ближайшей подругой леди Фицхардинг.
Готфрид Кнеллер, ок. 1702

Отношения между королевой и её фавориткой постепенно охлаждались. Теперь откровенность Сары и её безразличие к титулам и званиям, восхищавшие Анну, сделались для королевы слишком навязчивыми. В отличие от большинства женщин того времени, многие из которых не имели влияния даже на своих мужей, Сара имела сильную связь с двумя самыми могущественными мужчинами в стране — Мальборо и Годольфином. Годольфин, хотя и был большим другом Сары, предпочёл отказаться от высокого положения после вступления Анны на трон и жить спокойно в стороне от политических интриг Черчилль — женщины властной, любившей вмешиваться в его дела и указывать ему, что нужно делать в отсутствие супруга. Сара хоть и была женщиной в мире национальной и международной политики, принадлежавшем мужчинам, всегда была готова дать свой совет, высказывать своё мнение, противостоять откровенному порицанию и настаивать на своём при каждом удобном случае. Вместе с тем, Сара обладала шармом и остроумием, располагавшими к ней людей.
Причин для разрыва отношений с Черчилль у Анны было несколько. Помимо очевидного давления на королеву со стороны герцогини Сара пренебрегала своими обязанностями при дворе. Анна была расстроена постоянным отсутствием конфидентки при дворе, о чём сообщала ей в письмах, но получала от Сары только новые отговорки. Клин в их отношения вбили и их политические предпочтения: Анна отдавала предпочтение партии тори (известной как «церковная партия»; религия же была одной из главных забот королевы), в то время как Сара примкнула к вигам, которые поддерживали военные кампании её мужа. Черчилль не разделяла заинтересованность королевы в религии и не отличалась религиозностью, хотя во время последней встречи с Анной Сара предупредила её, что она рискует прогневить Господа своей необоснованной жестокостью к герцогине. Анна не хотела, чтобы эти различия встали между ними, однако Сара сама вела отношения к разрыву, требуя от королевы, не желавшей изменять свои принципы, поддержки для вигов.
В 1703 году Сара была вызвана в Кембридж к своему единственному сыну Джону, заболевшему оспой. Герцог Мальборо также был отозван с войны и был у постели сына, когда тот умер 20 февраля 1703 года. Сара была убита горем и на некоторое время отстранилась от всего, закрывшись в том числе и от Анны; она либо не отвечала на сочувственные письма королевы, либо отвечала весьма холодно и формально. В то же время, когда Анна перенесла тяжёлую утрату супруга, принца Георга, в 1708 году, Сара не позволила ей замкнуться в себе и пережить горе в одиночестве. Получив весть о смерти принца, Сара прибыла, незваная, в Кенсингтонский дворец, где обнаружила королеву рядом с телом Георга. Под давлением Черчилль Анна, первоначально отказавшись, всё же покинула Кенсингтон и отправилась в Сент-Джеймсский дворец. В поисках поддержки Анна приказала вызвать к ней Абигейл Мешэм, однако Сара, опасавшаяся потери влияния, не подчинилась приказу. Вместо этого она стала упрекать королеву в её скорби по супругу. Анна обижалась на навязчивые действия герцогини, которая сначала убрала портрет Георга из спальни королевы, а затем отказалась вернуть его, убеждённая тем, что это было естественно — «не видеть бумаг или то, что принадлежало ему одному, то, что он любил». Такое поведение герцогини оскорбило королеву и окончательно разрушило их отношения.

## Вдовство

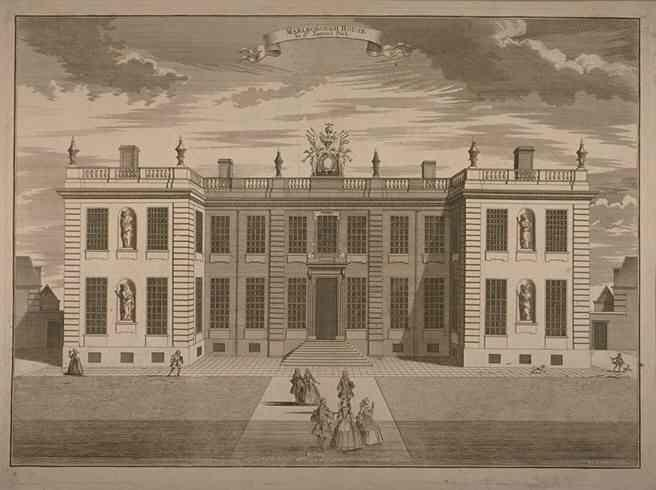
Мальборо-хаус в его первоначальном виде: любимая резиденция Сары

Джон Черчилль умер в Виндзоре в 1722 году, не оставив наследника мужского пола. Герцогский титул в собственном праве унаследовала старшая дочь Мальборо — Генриетта. Сара, ставшая одним из попечителей имущества герцога, устроила супругу пышные похороны. В дальнейшем она использовала свою деловую хватку, чтобы равномерно распределить семейное состояние между детьми, включая и Генриетту. Собственный доход вдовствующей герцогини составлял довольно крупную сумму, которую она предпочитала инвестировать в землю; таким образом Сара хотела уберечь свои сбережения от обесценивания. Вдовствующая герцогиня приобрела поместье Уимблдон в 1723 году и перестроила основной дом. Её состояние было настолько большим, что Сара планировала выдать свою любимую внучку Диану Спенсер, осиротевшую в 1722 году, за Фредерика, принца Уэльского, пообещав ему за внучкой огромное приданое в размере ста тысяч фунтов. Однако планам Сары помешал первый лорд казначейства Роберт Уолпол, который испытывал к вдовствующей герцогине взаимные неприязнь и недоверие. Несмотря на неудавшееся сватовство, Сара сохранила добрые отношения с королевской семьёй и периодически получала приглашения ко двору королевы Каролины, которая пыталась сблизиться с ней.

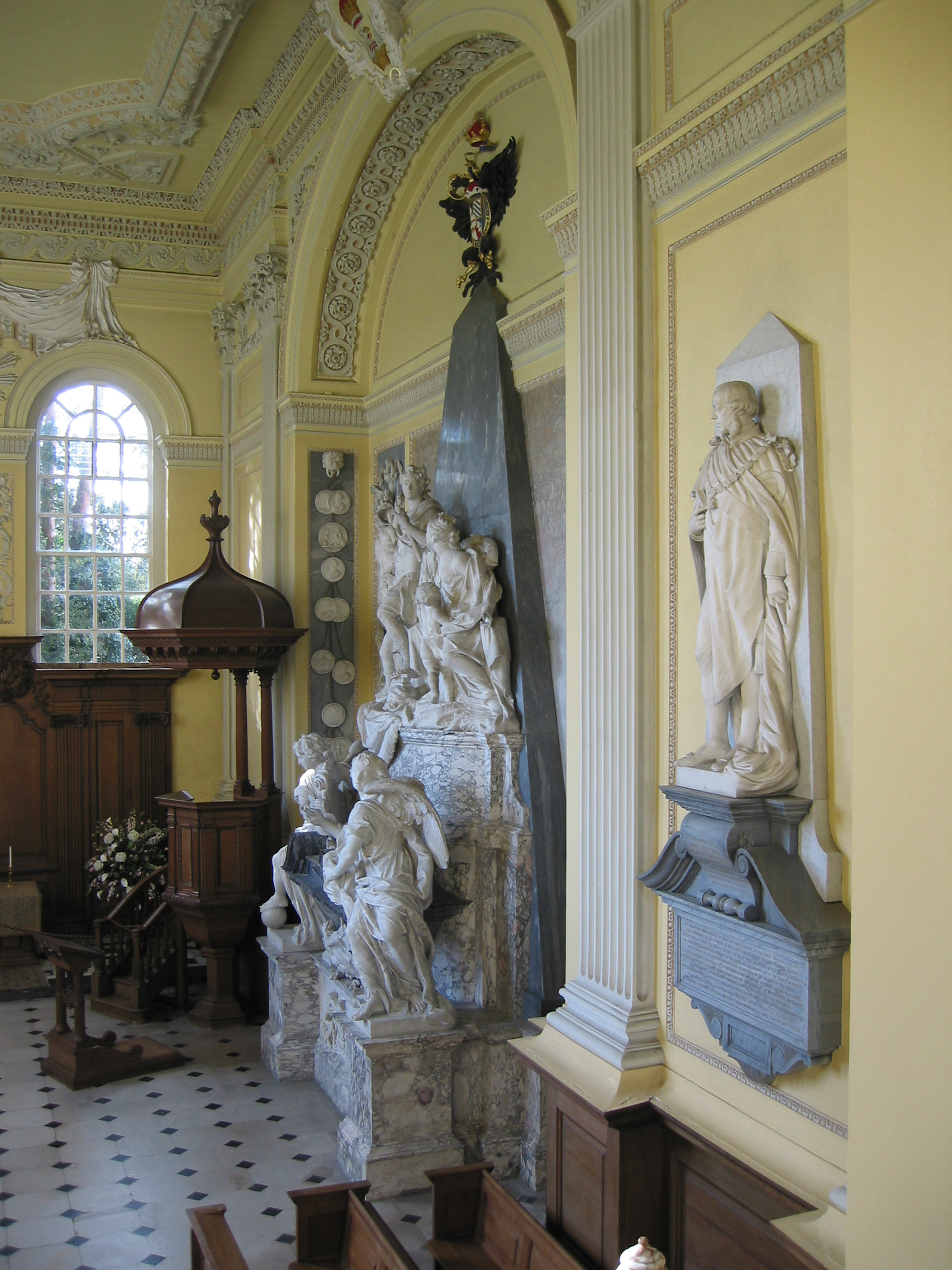
Гробница герцога и герцогини Мальборо в капелле Бленхеймского дворца

## В культуре
Герцогиня Мальборо — персонаж пьесы Эжена Скриба «Стакан воды». В советской экранизации эту роль играла Алла Демидова. Известен также спектакль Малого театра с Еленой Гоголевой в роли герцогини Мальборо (сохранилась его телеверсия 1957 года).
В фильме Фаворитка (2018), совместного производства Ирландии, Великобритании и США, представлены хитросплетения королевского двора с участием Сары Черчилль. Роль герцогини Мальборо сыграла Рэйчел Вайс.

## Титулование
- 5 июня 1660 — 1 октября 1678[k 1]: мисс Сара Дженнингс[13]
- 1 октября 1678 — 21 декабря 1682: миссис Джон Черчилль
- 21 декабря 1682 — 14 мая 1685: достопочтенная леди Черчилль из Аймута[18]
- 14 мая 1685 — 9 апреля 1689: достопочтенная леди Черчилль из Сандриджа и Аймута
- 9 апреля 1689 — 14 декабря 1702: достопочтенная графиня Мальборо[27]
- 14 декабря 1702 — 27 июня 1722: Её светлость герцогиня Мальборо[53]
- 27 июня 1722 — 18 октября 1744: Её светлость вдовствующая герцогиня Мальборо

## Потомство

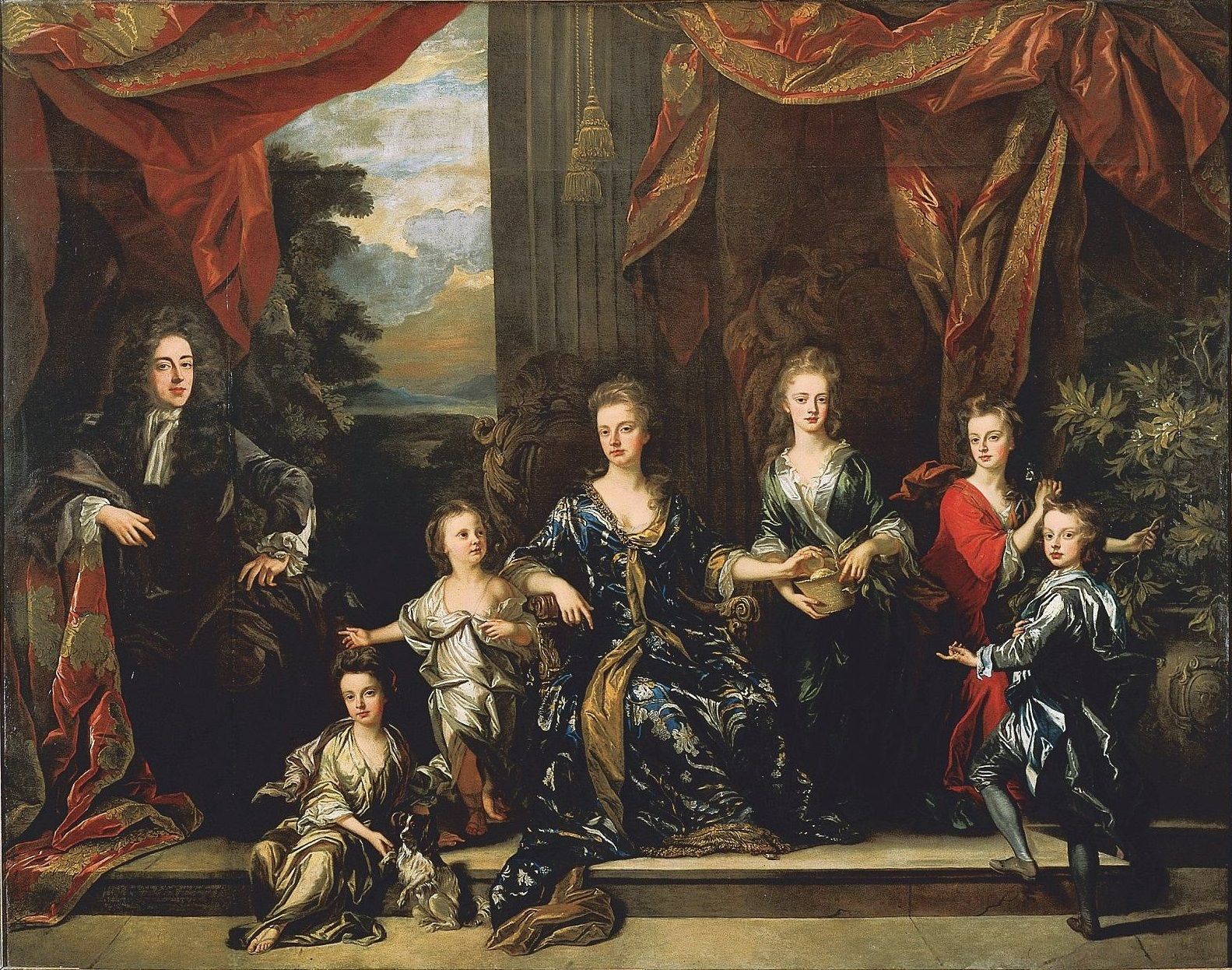
Семья герцогини кисти Клостерман, Джон, 1690-е годы.
Слева направо: герцог Мальборо, Элизабет, Мэри, герцогиня Мальборо, Генриетта, Энн и Джон

В браке Сара родила семерых детей, из которых зрелого возраста достигли четверо. Четверо дочерей герцогини вышли замуж за представителей самых родовитых и влиятельных семей Великобритании.
- Гарриет (октябрь 1678[2] — умерла в младенчестве[14])
- Генриетта (13 июля 1681[54] — 24 октября 1733[55]) — герцогиня Мальборо в собственном праве. 23 апреля 1698 года[56] вышла замуж за Фрэнсиса Годольфина, 2-го графа Годольфина, от которого родила двоих сыновей и троих дочерей[55].
- Энн[англ.] (27 февраля 1682/1683[53] или 1684[14] — 15 апреля 1716[53]) — 2 января 1699/1700 года[57][14] вышла замуж за Чарльза Спенсера, 3-го графа Сандерленда, от которого родила четверых сыновей[58] и двух дочерей[59].
- Джон (13 февраля 1685/1686[54] или 1689/1690[60] — 20 февраля 1702/1703[54]) — маркиз Блэндфорд. Женат не был, детей не имел. Умер от оспы[54].
- Элизабет (15 марта 1687[14] — 22 марта 1713/1714[2]) — 9 февраля 1703 года вышла замуж за Скрупа Эгертона, 1-го герцога Бриджуотера, от которого родила сына и дочь[61]. Умерла от оспы[2].
- Мэри (15 июля 1689 — 14 мая 1751[14]) — 17 марта 1705 года[56][14] вышла замуж за Джона Монтегю, 2-го герцога Монтегю, от которого родила троих сыновей[62] и двух дочерей[63][64].
- Чарльз[2] (19 августа 1690 — 22 мая 1692[14])

## Комментарии
1. ↑  Дата публичного объявления о браке➤.